# Чепелева, Анна Сергеевна
А́нна Серге́евна Че́пелева (26 июня 1984, Волжский, СССР) — российская гимнастка, серебряный призёр Олимпийских игр. Заслуженный мастер спорта России.

## Карьера
На Олимпийских играх в Сиднее Анна выиграла серебряную медаль в командном первенстве. В абсолютном первенстве она стала 84-й, в вольных упражнениях 27-й, в опорном прыжке 14-й.